# 殷汝驪
殷 汝驪（いん じょれい）は、中華民国の革命家・政治家。中国同盟会以来の革命派人士である。字は鋳夫。弟は殷汝耕。孫娘に殷琪（前・台湾高速鉄道董事長）がいる。

## 事績
上海震旦大学卒業後に日本へ留学し、早稲田大学に入学した。1910年（宣統2年・明治43年）に専門部政治経済科、翌1911年（宣統3年・明治44年）に大学部政治経済学科をそれぞれ卒業している。なお、在学期間中に中国同盟会へ加入した。帰国すると、湖北法政学堂教習に任命された。
中華民国成立後に統一共和党で常務幹事となる。1913年（民国2年）、衆議院議員に選出された。しかし二次革命（第二革命）で孫文（孫中山）に与して敗北し、日本に亡命している。日本では革命派の軍事学校である「浩然廬（浩然学社）」の創設に携わり、さらに1914年（民国3年）、欧事研究会の発起人に名を列ねた（弟の殷汝耕も構成員となっている）。同年帰国し、『時事新報』（上海）の設立に携わる。
1916年（民国5年）7月27日、北京政府財政部次長署理に任ぜられる。しかし1917年（民国6年）4月、精銅工場から賄賂を受け取ったとの疑惑をかけられて逃亡し（後に事実無根と判明）、孫文らの広東軍政府に合流した。1920年（民国9年）、瓊崖実業交通事務処処長に任ぜられる。後に江蘇省銀行総経理となった。
国民政府では、1927年5月2日に福建省政府委員に任命された。8月には国民政府財政部国税特派員、10月25日には福建塩運使もそれぞれ兼任している。1928年（民国17年）8月27日、これらの職を辞任している。1932年（民国21年）1月7日、国民政府文官処参事に任ぜられた。後に職を離れ、上海で会計士となる。その傍ら、旅滬全浙公会主席団主席、東北義勇軍後援会常務理事をつとめた。日中戦争（抗日戦争）勃発後は四川に移って活動を続けた。晩年は書画を楽しんだという。1940年（民国29年）、成都市で病没。享年58。

## 著書
- 『亡国鑑』泰東図書局（上海）, 1924年（編集。所収されている「印度亡国鑑」を執筆）
- 『開発瓊崖』
- 『瓊崖調査記』